# 一宮市立西成東小学校
一宮市立西成東小学校（いちのみやしりつ にしなりひがししょうがっこう）は、愛知県一宮市にある公立小学校。

## 概況
- 学校長 - 森美穂[1][出典無効]
- 児童数 - 426名[1]
- 学級数 - 16クラス[1]

## 沿革
1975年人口増加にともない一宮市立西成小学校から分離して開校した。その後少子化のため児童数が開校時793名から409名（2007年）に減少した。

## 通学区域
- 春明、定水寺、時之島字川角、時之島字堂山の一部、時之島字東託美、西大海道字須貝の一部、西大海道字中山の一部[2]。

## 進学先中学校
- 一宮市立西成東部中学校

## 学校周辺
- ファミリーマート
- 宅美神社
- 妙泰寺
- 観音寺
- 下奈良城址